# Mucoharknessia
Mucoharknessia is een geslacht van schimmels behorend tot de familie Botryosphaeriaceae. De typesoort is Mucoharknessia cortaderiae.

## Soorten
Volgens Index Fungorum telt het geslacht twee soorten (peildatum februari 2022):
| Soortnaam                  | Auteur(s)                       | Publicatiejaar |
| -------------------------- | ------------------------------- | -------------- |
| Mucoharknessia anthoxanthi | Dissan., Camporesi & K.D. Hyde  | 2016           |
| Mucoharknessia cortaderiae | Crous, R.M. Sánchez & Bianchin. | 2015           |